# Несмонтированный фильм
«Несмонтированный фильм» (кор. 영화는 영화다) — кинофильм режиссёра Чана Хуна, выпущенный в 2008 году. Также имеется альтернативное название фильма — «Кино есть кино» («A Movie Is a Movie»)

## Сюжет
Чан Су Та — актер, избалованный популярностью, который постепенно начинает не справляться со своими нервами на съемочной площадке. После произошедших событий с ним отказываются работать другие актеры и ему приходится пригласить на съемки настоящего гангстера — случайного знакомого и своего поклонника. Ли Ган Пхэ — правая рука босса в мафиозной группировке. Для него насилие и жестокость — это ежедневная работа. Он соглашается на предложение Су Та, но с одним необычным условием — все драки в фильме будут настоящими.

## Награды и номинации
- Hong Kong International Film Festival (2009)
- Shanghai International Film Festival (2009) Won — Jin Jue Award for Best Music
- Udine Far East Film Festival (2009)[2]